# Kerkhof van Sint-Oedenrode

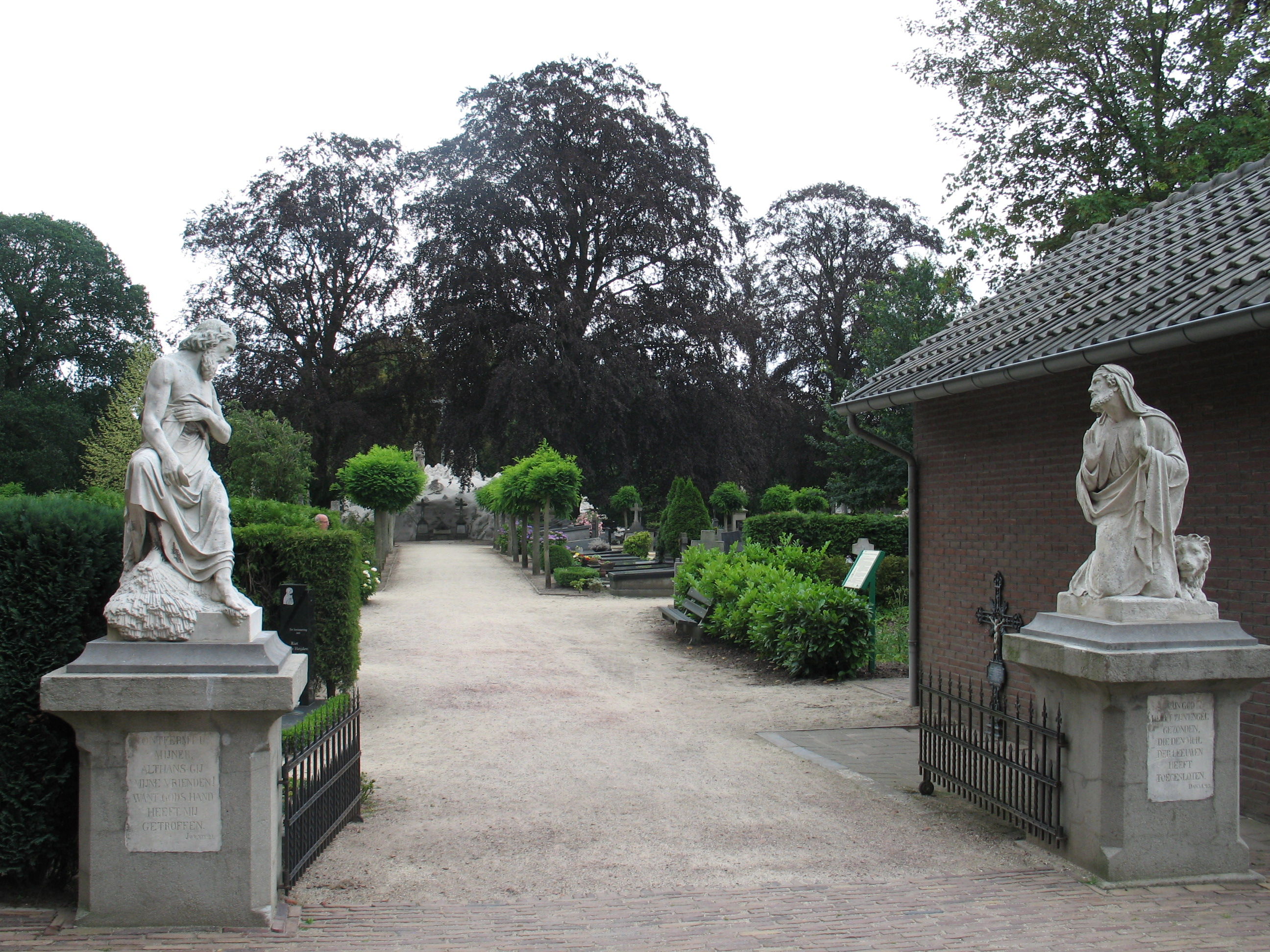
Ingang van het kerkhof

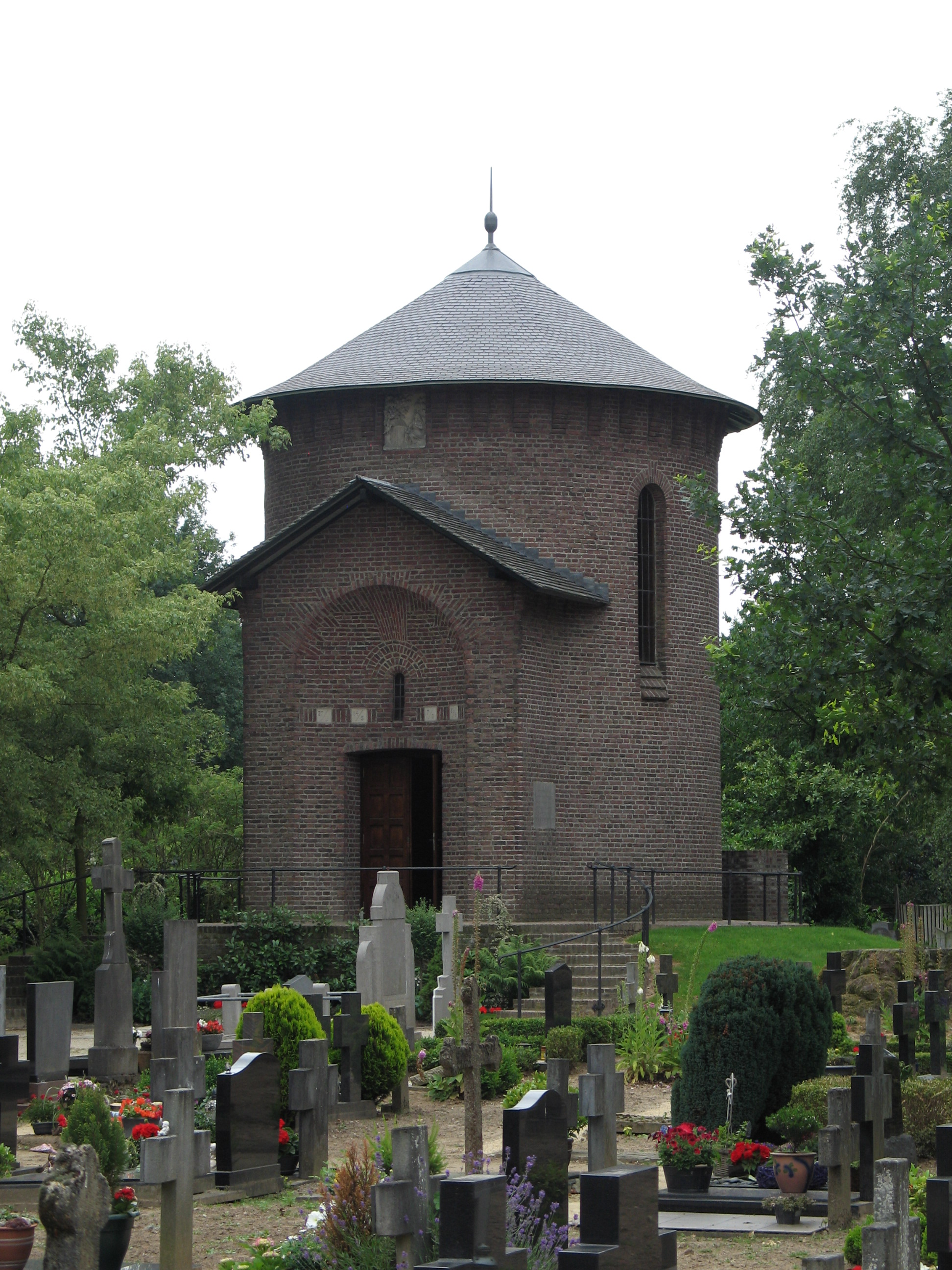
Sint-Odakapel

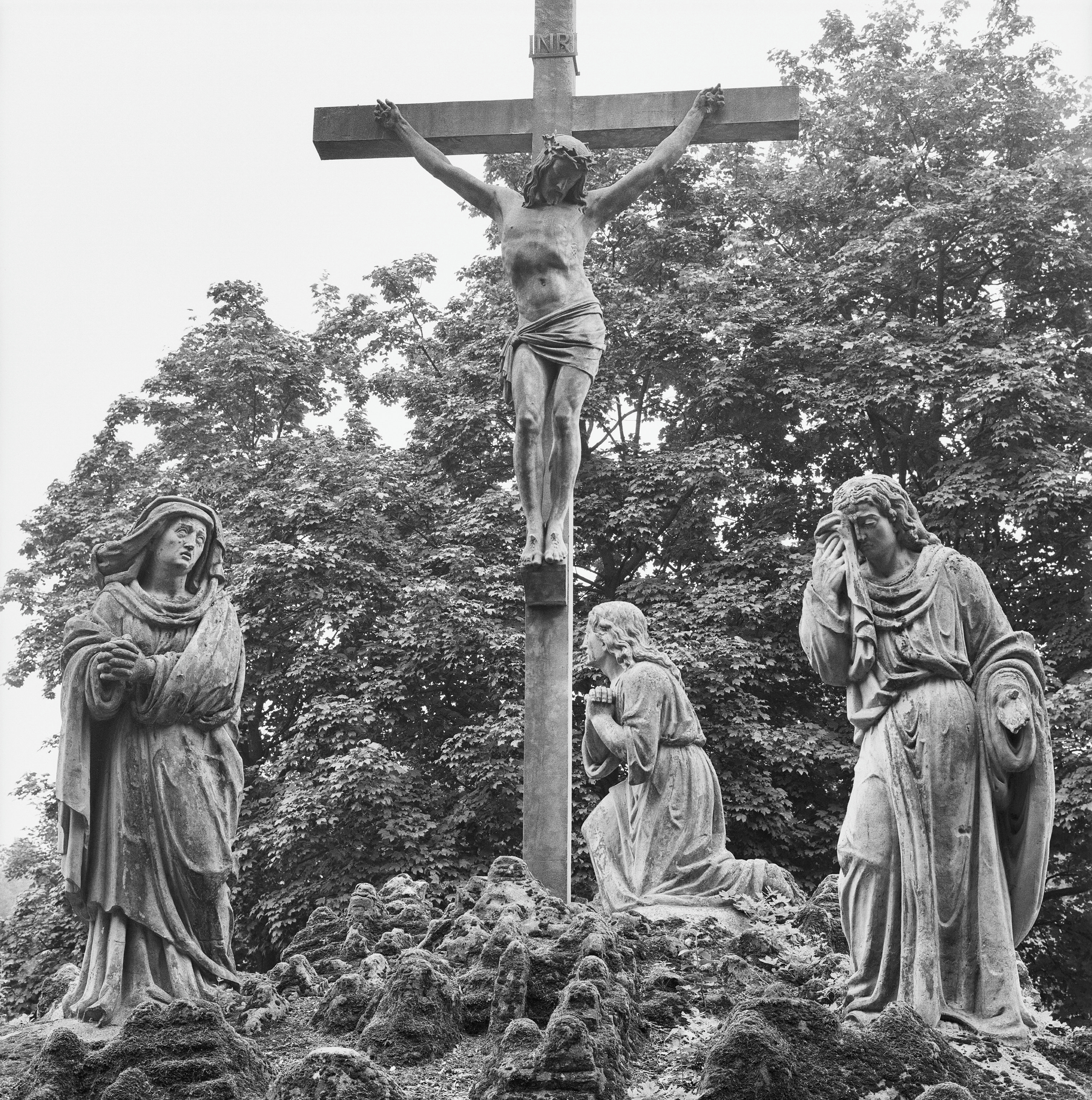
Beeldengroep calvarieberg

Het kerkhof van Sint-Oedenrode is een kerkhof te Sint-Oedenrode, gelegen achter de Sint-Martinuskerk.
De begraafplaats werd aangelegd in 1854 op de beemden van de Dommel en bevat als hoofdstructuur een hoofdpad dat loodrecht gekruist wordt door een dwarspad. Het hoofdpad eindigt in een zeer grote calvarieberg. Ook de beide zijden van het dwarspad komen uit bij kunstmatige heuvels. Een treurbeuk op het kerkhof dateert van 1854.
Op de linker heuvel staat een beeld van Sint-Martinus uit 1854. Rond deze heuvel werden de Britse soldaten begraven die in september 1944 zijn overleden in het veldhospitaal, gesneuveld bij de Operatie Market Garden.
Rechts eindigt het dwarspad bij een heuvel waarop een bakstenen kapel werd gebouwd volgens de principes der Delftse School. Deze werd ontworpen door Marinus Jan Granpré Molière en gebouwd in 1934. Volgens de legende zou Sint-Oda hier begraven zijn, en in 1103 opgegraven en in een kapel vereerd. Nu is er nog een Sint-Odabeeld van 1854. Later (1966) kwam het graf van Bisschop Bekkers aan de voet van deze heuvel. De calvarieberg werd aangelegd in 1909 en de beelden zijn vervaardigd door Hendrik van der Geld en anderen. De eigenlijke berg werd gebouwd in baksteen en overdekt met cement. Het is een rijksmonument.
Een achttal heiligenbeelden werden benut als grafmonument, overeenkomend met de voornaam van de betreffende overledene. Deze werden geplaatst in de jaren '60 en '70 van de 19e eeuw.